# Cộng đồng các nước Dân chủ
Cộng đồng các nước Dân chủ (Community of Democracies) là một tổ chức giữa các chính phủ do Liên Hợp Quốc khởi xướng từ năm 2000, được lập ra để củng cố nền dân chủ trên khắp thế giới bằng cách ủng hộ các nền dân chủ và các xã hội dân sự mới thành hình. Hội nghị sáng lập ra tổ chức này được gọi là Hội nghị Warszawa do chính phủ Ba Lan tổ chức trong 3 ngày 25, 26 và 27 tháng 6 năm 2000 tại thủ đô Ba Lan. Hai nhà hoạt động chính trị có sáng kiến lập nên tổ chức quốc tế này là nguyên Bộ trưởng Ngoại giao Ba Lan Branislaw Gérémek và nguyên Bộ trưởng Ngoại giao Hoa Kỳ Madeleine Albright. Cộng đồng này có một bộ phận chính phủ, bao gồm đại diện các chính phủ và một bộ phận phi chính phủ gồm có các tổ chức xã hội dân sự.

Chủ tịch hiện tại của cộng đồng là El Salvador.

## Mục đích và cấu trúc
Cộng đồng các nước Dân chủ hoạt động để ủng hộ sự biến chuyển sang và củng cố thể chế dân chủ và giúp đỡ nối liền khoảng cách giữa các nguyên tắc dân chủ và nhân quyền có giá trị chung, được thực hiện bằng những cách như sau:
- giúp đỡ các xã hội trong việc phát triển và củng cố các tổ chức và các giá trị dân chủ;
- Nhận diện những đe dọa thể chế dân chủ;
- Ủng hộ và bảo vệ xã hội dân sự tại mọi nước;
- Thúc đẩy sự tham dự rộng rãi trong việc cai quản một cách dân chủ; và
- Tạo cơ hội cho những người đấu tranh cho dân chủ một cách êm thấm tại mọi quốc gia có tiếng nói.

Năm 2007, Cộng đồng các nước Dân chủ đã thành lập một Ban thư ký thường trực tại thủ đô Warszawa và năm 2008 đã đề cử Giám đốc thường trực là ông Bronislaw Misztal, giáo sư Trường Đại học Công giáo (Catholic University of America) ở thủ đô Washington. Hiện nay Tổng thư ký Cộng đồng các nước Dân chủ là bà Maria Lessner, nguyên là đại sứ Thụy Điển về Dân chủ tại Liên Hợp Quốc.

### Thành viên của hội đồng cai quản Cộng đồng các nước Dân chủ
Cộng đồng các nước Dân chủ được cải tổ vào năm 2011. Trong những đổi mới gồm có việc thành lập một hội đồng cai quản bao gồm 24 nước:
- Canada
- Cape Verde
- Chile
- Costa Rica
- El Salvador
- Finland
- Hungary
- India
- Italy
- Nhật Bản
- Lithuania
- Mali (bị đình chỉ sau khi quân đội đảo chính)
- Mexico
- Mongolia
- Morocco
- Nigeria
- Philippines
- Poland
- Bồ Đào Nha
- Romania
- South Africa
- Republic of Korea
- Thụy Điển
- Hoa Kỳ
- Uruguay